# Bert Poels

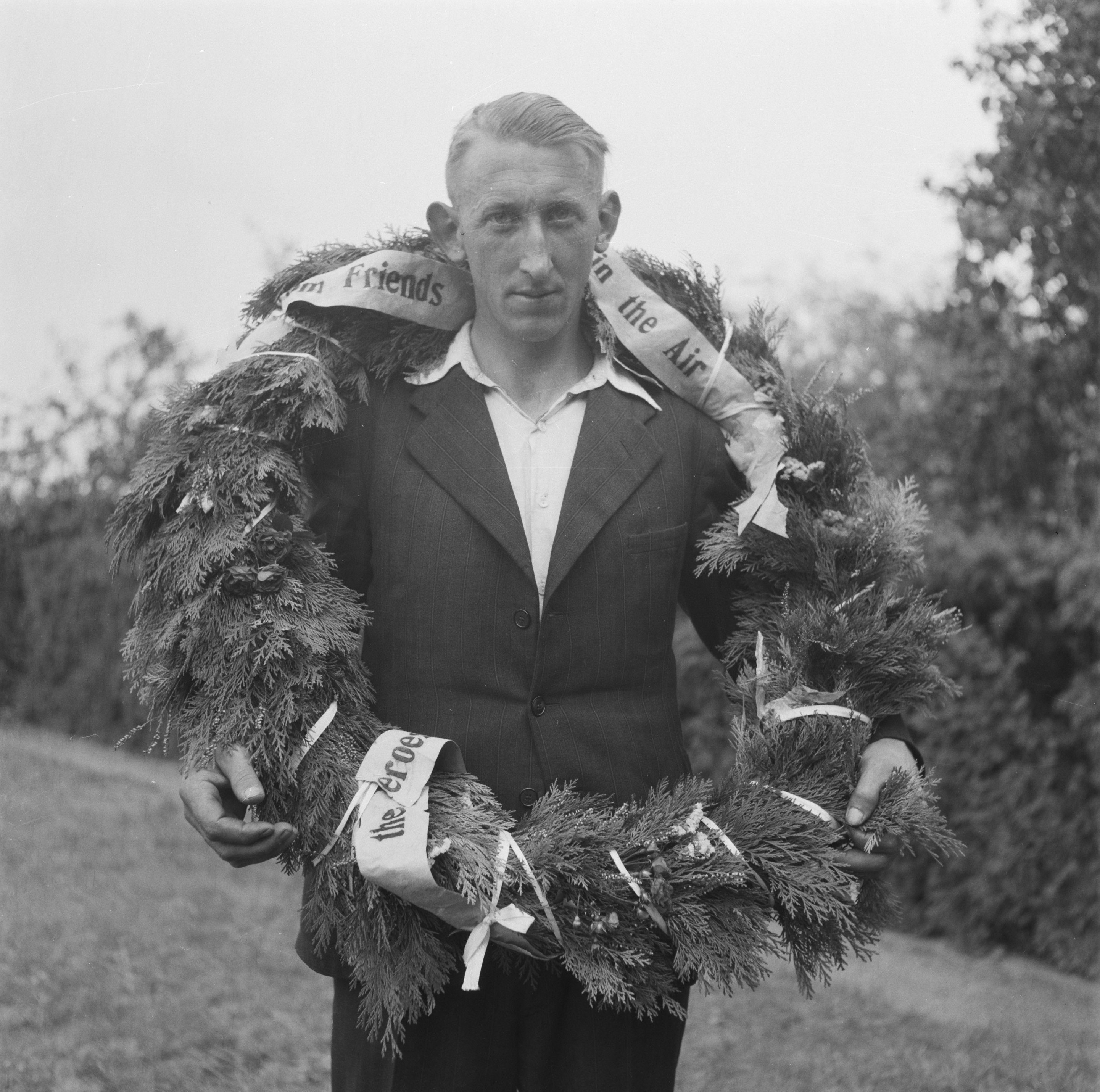
Bert Poels met de krans voor het graf van zijn vader

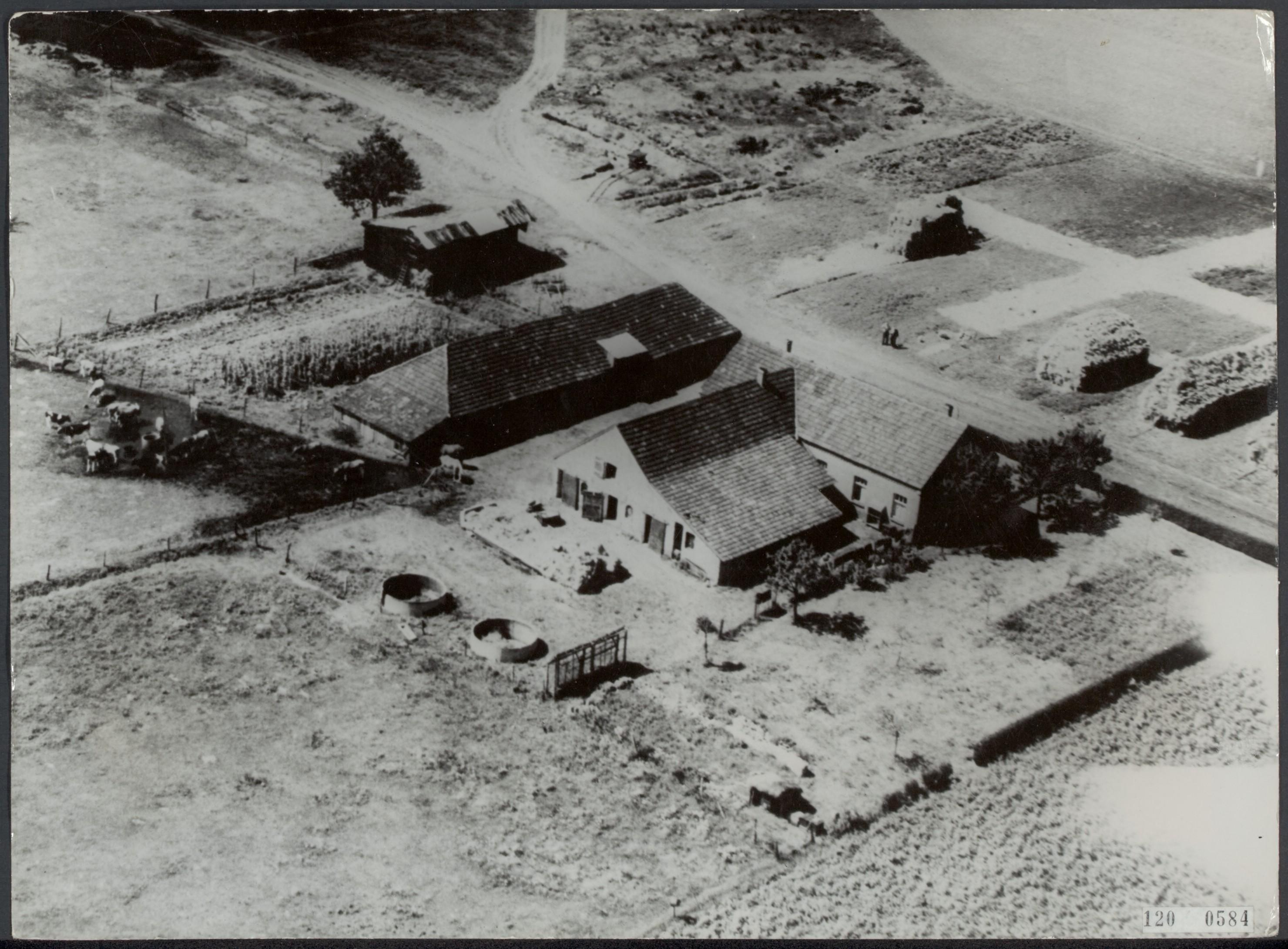
De boerderij van de familie Poels

Lambert Antoon "Bert" Poels (America, 1 juni 1916 – Sittard, 29 maart 2007) was een Nederlands verzetsstrijder in de Tweede Wereldoorlog.

## Levensloop
Bert Poels is de oudste zoon van boer Jacobus Poels van de Antoniushoeve in het gehucht Zwarte Plak bij de Limburgse plaats America. Hij was melkboer. Tot in 1969 had hij met zijn vrouw in Elsloo (Limburg) een zuivelwinkel.
In de Tweede Wereldoorlog hielp het gezin Poels onderduikers en neergestorte geallieerde piloten. Nadat bij een van de geholpen piloten bij aanhouding in België het adres van de Anthoniushoeve was gevonden volgden er invallen in die woning. Vader is bij zo’n inval aan een hartaanval overleden. Er zijn na dit incident geen arrestaties binnen de familie geweest. Poels ontving meerdere nationale en internationale onderscheidingen.

## Na de oorlog
Na de oorlog trok Poels volle zalen met zijn dialezingen in Limburg. Zo werd hij voor de Limburgers het boegbeeld van het verzet. Hij was een emotioneel verteller en plaatste zichzelf in zijn verhalen graag centraal.
Toon Kortooms schreef in 1948 aan de hand van Poels verhalen de roman: De Zwarte Plak. De voormalige ondergrondse kwam fel in opstand tegen het grote aantal onjuistheden in dit boek, waarop Kortooms het herschreef. Poels vindt Kortooms' boek erg onvolledig. In 1977 schreef hij samen met Jan Derix (1936-2009), verslaggever bij het Dagblad voor Noord-Limburg, zijn memoires. Het voormalig verzet komt niet weer in verzet tegen de onjuistheden. Toch neemt Poels' vroegere buurjongen en medeverzetsstrijder Mathieu Smedts (voormalig hoofdredacteur van Vrij Nederland) als protestreactie de moeite om zijn boek: 'Waarheid en leugen in het verzet', te schrijven.

## Familie
Bert Poels was een oom van Jack Poels, zanger van de Limburgse dialectband Rowwen Hèze.